# Alaattin Yıldırım
Alaattin Yıldırım (ur. w 1945 w Sarıkamış, zm. 16 sierpnia 2012 w Samsun) – turecki zapaśnik walczący w stylu wolnym. Olimpijczyk z Monachium 1972, gdzie nie przystąpił do walki i nie został sklasyfikowany.
Zajął czwarte miejsce na mistrzostwach świata w 1973 i 1974; szósty w 1971. Srebrny medalista mistrzostw Europy w 1973. Triumfator igrzysk śródziemnomorskich w 1971 roku.
Był teściem zapaśnika Mahmuta Demira, złotego medalista olimpijskiego z Barcelony 1992.